# Гарри Поттер и Орден Феникса (саундтрек)
| Оценки критиков | Оценки критиков |
| Источник        | Оценка          |
| --------------- | --------------- |
| AllMusic        | [ 1 ]           |
| SoundtrackNet   | [ 2 ]           |
| BSO Spirit      | [ 3 ]           |
| Filmtracks.com  | [ 4 ]           |
| Cine & BSO      | [ 5 ]           |
| Movie Music     | [ 6 ]           |
| Score Magacine  | [ 7 ]           |

«Гарри Поттер и Орден Феникса (саундтрек)» (англ. Harry Potter and the Order of the Phoenix (Original Motion Picture Soundtrack)) — альбом, выпущенный 10 июля 2007 года и содержащий композиции, вошедшие в саундтрек пятого фильма из серии о Гарри Поттере — «Гарри Поттер и Орден Феникса». Альбом вышел на день раньше фильма.
По данным журнала Film Music Weekly, к 10 октября 2007 года доходы от продажи альбома составили 290,2 млн долл..

## История
Когда режиссёр Дэвид Йейтс получил права на съёмку пятой части, то пригласил Николаса Хупера стать композитором франшизы. Начав переговоры с продюсерами Warner Brothers, чтобы они наняли композитора, были представлены некоторые отрывки композиций, которые после были использованы в фильме.
В апреле 2006 года была обнародована новость о назначении Хупера композитором к фильму, официально компания объявила о назначении лишь в мае того же года.

### Запись
Запись музыки началась 19 марта 2007 года на студии Эбби-Роуд. Всего было записано около двух часов музыки. В команду вошло более 90 музыкантов, хор, а также звукорежиссёр Питер Коббин (трилогия «Властелин колец») и дирижёр Аластер Кинг («Пираты Карибского моря: Сундук мертвеца»).

## Релиз
В марте 2007 года веб-сайт Amazon объявил, что 10 июля начнутся продажи альбома, также стал доступен предзаказ альбома. В июне на том же сайте был опубликован трек-лист компакт-диска. Что после вызвало негативные отзывы, так как название треков являлись спойлером к сюжетной линии фильма. Позже был запущен официальный сайт для продаж саундтрека, на котором были представлены отрывки композиций.
За месяц до старта продаж, компания Warner Bros. эксклюзивно на Soundtrack.net представила не только 30-секундные отрывки композиций, но и описание каждого трека.

## Список композиций
| №            | Название композиции                 | Русский перевод               | Длительность |
| ------------ | ----------------------------------- | ----------------------------- | ------------ |
| 1            | Fireworks                           | Фейерверк                     | 1:47         |
| 2            | Professor Umbridge                  | Профессор Амбридж             | 2:34         |
| 3            | Another Story                       | Другая история                | 2:39         |
| 4            | Dementors in the Underpass          | Дементоры в туннеле           | 1:45         |
| 5            | Dumbledore’s Army                   | Отряд Дамблдора               | 2:42         |
| 6            | The Hall of Prophecies              | Зал Пророчеств                | 4:27         |
| 7            | Possession                          | Одержимость                   | 3:21         |
| 8            | The Room of Requirements            | Выручай-Комната               | 6:10         |
| 9            | The Kiss                            | Поцелуй                       | 1:58         |
| 10           | A Journey to Hogwarts               | Путешествие в Хогвартс        | 2:55         |
| 11           | The Sirius Deception                | Обман                         | 2:36         |
| 12           | Death of Sirius                     | Смерть Сириуса                | 3:58         |
| 13           | Umbridge Spoils a Beautiful Morning | Амбридж портит утро           | 2:40         |
| 14           | Darkness Takes Over                 | Тёмные силы наступают         | 2:59         |
| 15           | The Ministry of Magic               | Министерство Магии            | 2:49         |
| 16           | The Sacking of Trelawney            | Увольнение Трелони            | 2:15         |
| 17           | Flight of the Order of the Phoenix  | Полёт Ордена Феникса          | 1:34         |
| 18           | Loved Ones and Leaving              | Близкие, которые нас покидают | 3:15         |
| Длительность | Длительность                        | Длительность                  | 52:24        |

- «Another Story», «The Hall of Prophecies», «The Room of Requirement» и «A Journey to Hogwarts» содержат мелодию «Hedwig’s Theme», написанную Джоном Уильямсом.

## Успех саундтрека
- Альбом дебютировал на 43 строчке Billboard 200[19] и продержался в чарте 4 недели[20].
- Дебют в топе саундтреков, по версии Billboard, состоялся с 5 строчки[21], альбом в итоге пробыл в чарте 9 недель[22].
- По продажам альбом занял 43 строку сразу в двух чартах[23][24], продержавшись в обоих по 4 недели.
- Альбом был номинирован на премию журнала Empire в категории «Лучший саундтрек»[25].
- Николас Хупер был номинирован на премию World Soundtrack Award в категории «Открытие года»[26].
- В 2008 году на премии Saturn Award альбом попал в номинацию «Лучший саундтрек»[27].
- По данным Film Music Weekly, компакт-диск вошёл в топ-20, заняв 11 позицию[28]. Позже саундтрек поднялся до 1 строчки[29], и даже в декабре 2007 года всё также входил в топ-20[30].